# 小野アルプス

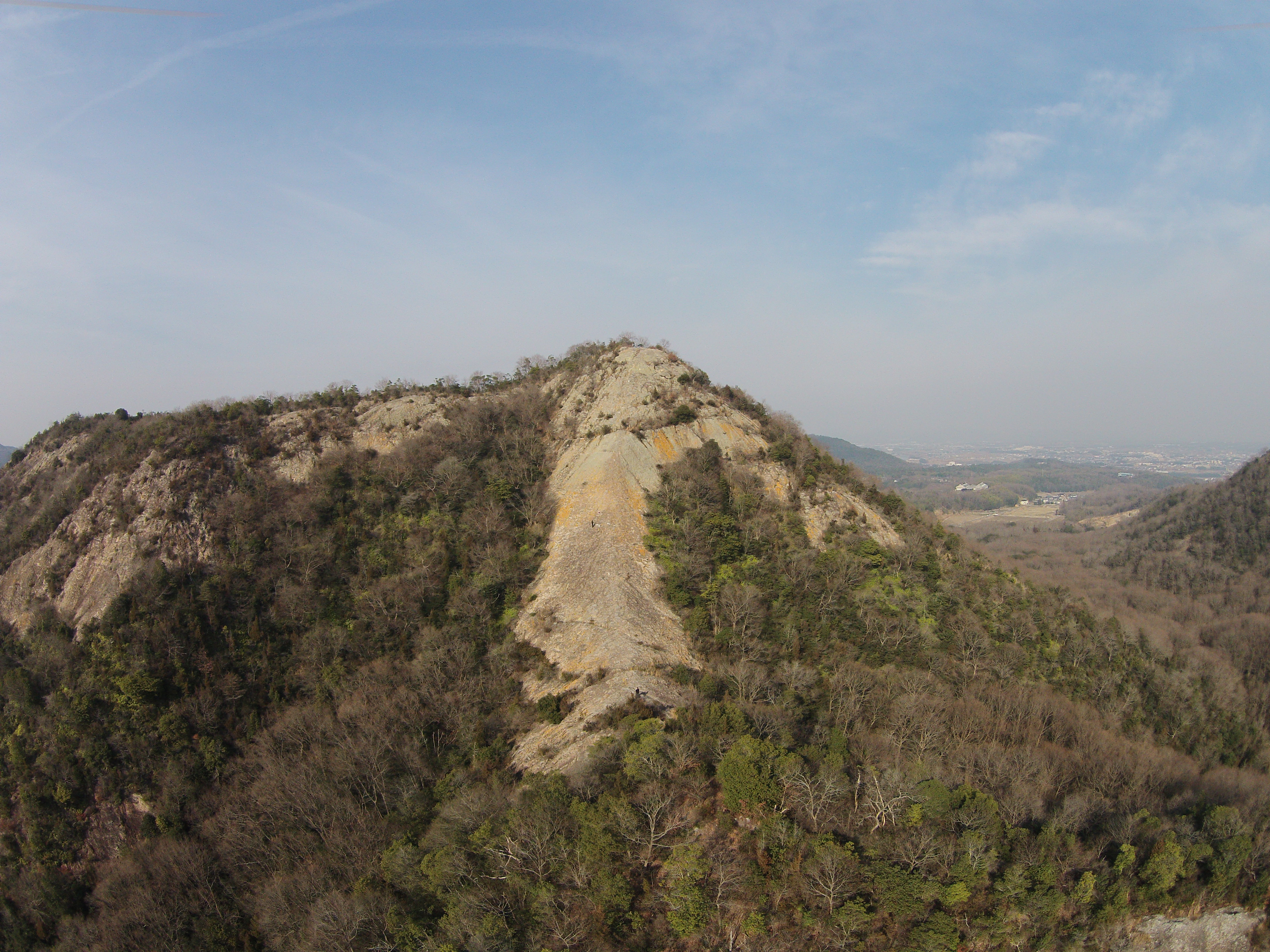
代表峰の紅山（空撮）

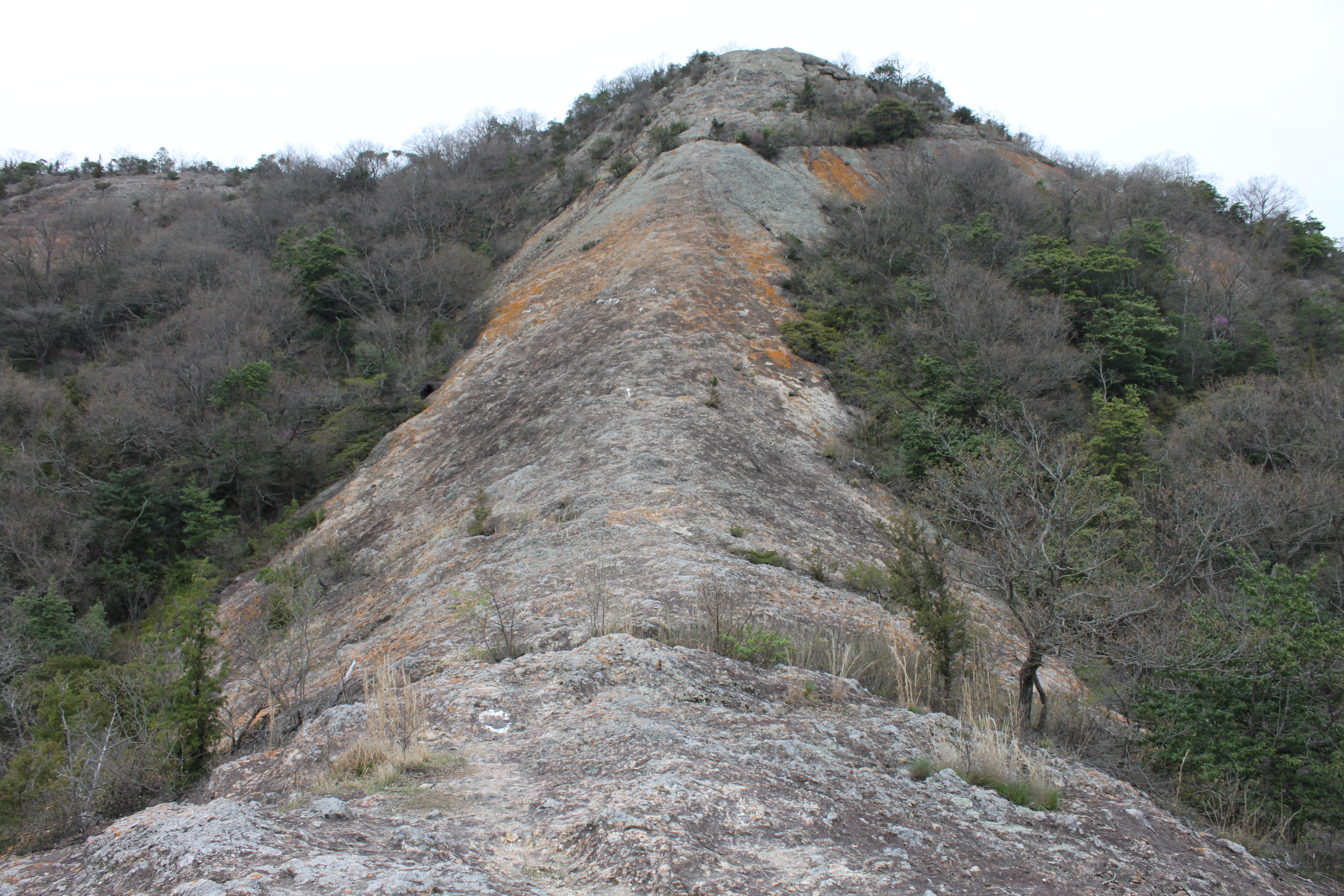
紅山の岩尾根

小野アルプス（おのアルプス）は、兵庫県小野市と加古川市の境界を成す山並。ご当地アルプスの一つ。
おおよそ東西4 kmに亘って標高100 - 200 mの山々が連なる。縦走すると約15.1 kmで、5時間で踏破できる。山並の南麓には山陽自動車道が並走し、東端に加古川が流れている。

## 小野アルプスの山々
西から順に
- 紅山（べにやま）
標高184 m
北緯34度49分51秒 東経134度53分23秒 / 北緯34.83083度 東経134.88972度
小野アルプスの代表峰。広い岩尾根が特徴で登山道でもある。山名の由来は岩盤に橙色の苔が生えていためとされる[4]。
- 惣山
標高約200 m
北緯34度49分41秒 東経134度53分36秒 / 北緯34.82806度 東経134.89333度
展望台があり、眺望が良い。小野富士とも呼ばれる。
- アンテナ山
標高約170 m
北緯34度49分42秒 東経134度53分51秒 / 北緯34.82833度 東経134.89750度
- 総山
標高168.1 m
北緯34度49分31秒 東経134度54分0秒 / 北緯34.82528度 東経134.90000度
- 安場山
標高156 m
北緯34度49分34秒 東経134度54分39秒 / 北緯34.82611度 東経134.91083度
- 愛宕山
標高約150 m
北緯34度49分33秒 東経134度54分51秒 / 北緯34.82583度 東経134.91417度
- 前山
標高138 m
北緯34度49分31秒 東経134度55分1秒 / 北緯34.82528度 東経134.91694度
- 高山
標高約120 m
北緯34度49分21秒 東経134度55分26秒 / 北緯34.82250度 東経134.92389度